# Diamond Cup Golf
Diamond Cup Golf (ダイヤモンドカップゴルフ Daiyamondo kappu gorufu) är en professionell golftävling på den japanska golftouren. Tävlingen har historiskt sett spelats i maj eller juni, men 2017 spelas tävlingen under hösten. Sedan starten 1973 har tävlingen spelats på olika banor runt om i Japan, och har arrangerats på alla stora öar. År 2014 var den totala prissumman  ¥150,000,000, varav ¥30,000,000 gick till vinnaren. 
Sedan 2014 spelas tävlingen i samarbete mellan japanska golftouren och den asiatiska golftouren och går under titeln Asia-Pacific Diamond Cup Golf.

## Vinnare
| År                            | Spelare                       | Nationalitet                  | Resultat                      | Mot par                       | Segermarginal                 |
| Asia-Pacific Diamond Cup Golf | Asia-Pacific Diamond Cup Golf | Asia-Pacific Diamond Cup Golf | Asia-Pacific Diamond Cup Golf | Asia-Pacific Diamond Cup Golf | Asia-Pacific Diamond Cup Golf |
| ----------------------------- | ----------------------------- | ----------------------------- | ----------------------------- | ----------------------------- | ----------------------------- |
| 2016                          | Chan Shih-chang               | Taiwan                        | 270                           | −10                           | 2 slag                        |
| 2015                          | Kim Kyung-tae (2)             | Sydkorea                      | 271                           | −9                            | 3 slag                        |
| 2014                          | Hiroyuki Fujita               | Japan                         | 278                           | −6                            | 2 slag                        |
| Diamond Cup Golf              |                               |                               |                               |                               |                               |
| 2013                          | Hideki Matsuyama              | Japan                         | 279                           | −9                            | 2 slag                        |
| 2012                          | Hiroyuki Fujita               | Japan                         | 274                           | −14                           | 3 slag                        |
| 2011                          | Koumei Oda                    | Japan                         | 272                           | −16                           | 4 slag                        |
| 2010                          | Kim Kyung-tae                 | Sydkorea                      | 272                           | −16                           | 2 slag                        |
| Mitsubishi Diamond Cup Golf   |                               |                               |                               |                               |                               |
| 2009                          | Takashi Kanemoto              | Japan                         | 283                           | −5                            | Särspel                       |
| 2008                          | Prayad Marksaeng              | Thailand                      | 274                           | −10                           | 1 slag                        |
| 2007                          | Tetsuji Hiratsuka             | Japan                         | 282                           | −2                            | 1 slag                        |
| 2006                          | Kaname Yokoo                  | Japan                         | 275                           | −9                            | 2 slag                        |
| 2005                          | Jang Ik-jae                   | Sydkorea                      | 275                           | −5                            | 3 slag                        |
| 2004                          | Tetsuji Hiratsuka             | Japan                         | 275                           | −13                           | 5 slag                        |
| Diamond Cup Tournament        |                               |                               |                               |                               |                               |
| 2003                          | Todd Hamilton                 | USA                           | 276                           | −12                           | 3 slag                        |
| 2002                          | Tsuneyuki Nakajima            | Japan                         | 269                           | −19                           | 2 slag                        |
| 2001                          | Toshimitsu Izawa              | Japan                         | 277                           | −11                           | Särspel                       |
| Mitsubishi Motors Tournament  |                               |                               |                               |                               |                               |
| 2000                          | Hirofumi Miyase               | Japan                         | 276                           | −8                            | Särspel                       |
| 1999                          | Tsuyoshi Yoneyama             | Japan                         | 268                           | −16                           | Särspel                       |
| Mitsubishi Galant Tournament  |                               |                               |                               |                               |                               |
| 1998                          | Toru Taniguchi                | Japan                         | 268                           | −16                           | 1 slag                        |
| 1997                          | Masashi Ozaki                 | Japan                         | 278                           | −10                           | 2 slag                        |
| 1996                          | Masashi Ozaki                 | Japan                         | 279                           | −9                            | Särspel                       |
| 1995                          | Brandt Jobe                   | USA                           | 266                           | −26                           | 6 slag                        |
| 1994                          | Katsuyoshi Tomori             | Japan                         | 205                           | −11                           | 6 slag                        |
| 1993                          | Chen Tze-chung                | Taiwan                        | 277                           | −11                           | 4 slag                        |
| 1992                          | Isao Aoki                     | Japan                         | 277                           | −11                           | 4 slag                        |
| 1991                          | Koichi Suzuki                 | Japan                         | 280                           | −8                            | 1 slag                        |
| 1990                          | Isao Aoki                     | Japan                         | 289                           | +1                            | 3 slag                        |
| 1989                          | Tateo Ozaki                   | Japan                         | 284                           | −4                            | 2 slag                        |
| 1988                          | Brian Jones                   | Australien                    | 271                           | −17                           | Särspel                       |
| 1987                          | Brian Jones                   | Australien                    | 283                           | −5                            | 3 slag                        |
| 1986                          | Tsuneyuki Nakajima            | Japan                         | 280                           | −8                            | 1 slag                        |
| 1985                          | Brian Jones                   | Australien                    | 272                           | −12                           | Särspel                       |
| 1984                          | Haruo Yasuda                  | Japan                         | 275                           | −13                           | 4 slag                        |
| 1983                          | Tsuneyuki Nakajima            | Japan                         | 278                           | −10                           |                               |
| 1982                          | Graham Marsh                  | Australien                    | 271                           | −13                           | Särspel                       |
| 1981                          | Lu Hsi-chuen                  | Taiwan                        | 289                           | +1                            | Särspel                       |
| 1980                          | Tsuneyuki Nakajima            | Japan                         | 276                           | −12                           |                               |
| 1979                          | Tōru Nakamura                 | Japan                         | 285                           | −3                            |                               |
| 1978                          | Tōru Nakamura                 | Japan                         | 280                           | −8                            |                               |
| 1977                          | Hsu Sheng-san                 | Taiwan                        | 277                           | −11                           | 3 slag                        |
| Dunlop Tournament             |                               |                               |                               |                               |                               |
| 1976                          | Yoshikazu Yokoshima           | Japan                         | 274                           | −14                           | 2 slag                        |
| 1975                          | Norio Suzuki                  | Japan                         | 278                           | −10                           | 2 slag                        |
| 1974                          | Graham Marsh                  | Australien                    | 272                           | −16                           |                               |
| 1973                          | Ben Arda                      | Filippinerna                  | 280                           | −8                            | 4 slag                        |
| 1972                          | Graham Marsh                  | Australien                    | 271                           | −17                           | 5 slag                        |
| 1971                          | Peter Thomson                 | Australien                    | 280                           | −8                            | 1 slag                        |
| 1970                          | Haruo Yasuda                  | Japan                         |                               |                               |                               |
| 1969                          | Takaaki Kono                  | Japan                         |                               |                               |                               |